# Campionatul European de Scrimă pentru juniori
Campionatul European de Scrimă pentru juniori (în engleză European Championships U20) este o competiție internaționale de scrimă organizată de Confederația Europeană de Scrimă pentru trăgători sub 20 de ani.

## Lista edițiilor
Lista incompletă.
- 1993:  Estoril
- 1994:  Cracovia
- 1997:  Gdańsk[1]
- 1998:  Bratislava
- 1999:  Porto
- 2000:  Antalya
- 2001:  Keszthely
- 2002:  Conegliano
- 2003:  Poreč
- 2004:  Espinho
- 2005:  Tapolca
- 2006:  Poznań
- 2007:  Praga
- 2008:  Amsterdam
- 2009:  Odense
- 2010:  Lobnia[2]
- 2012:  Poreč
- 2013:  Budapesta
- 2014:  Ierusalim
- 2015:  Maribor
- 2016:  Novi Sad

## Legături externe
- Confederația Europeană de Scrimă